# Shayne Skov
Shayne Miller Skov (San Francisco, 9 luglio 1990) è un giocatore di football americano statunitense che gioca nel ruolo di inside linebacker per i San Francisco 49ers della National Football League. In precedenza aveva giocato a football per i Cardinal della Stanford University.

## Carriera universitaria
Dopo aver giocato a football per la Trinity-Pawling School, presso la quale giocò anche a basket ed atletica leggera, Skov, considerato dal popolare sito di scouting universitario Rivals.com come il 3º miglior prospetto della nazione nel ruolo di inside linebacker decise di optare per la borsa di studio offertagli da Stanford, a fronte di altre offerte pervenutegli da Duke, Boston College e Northwestern.

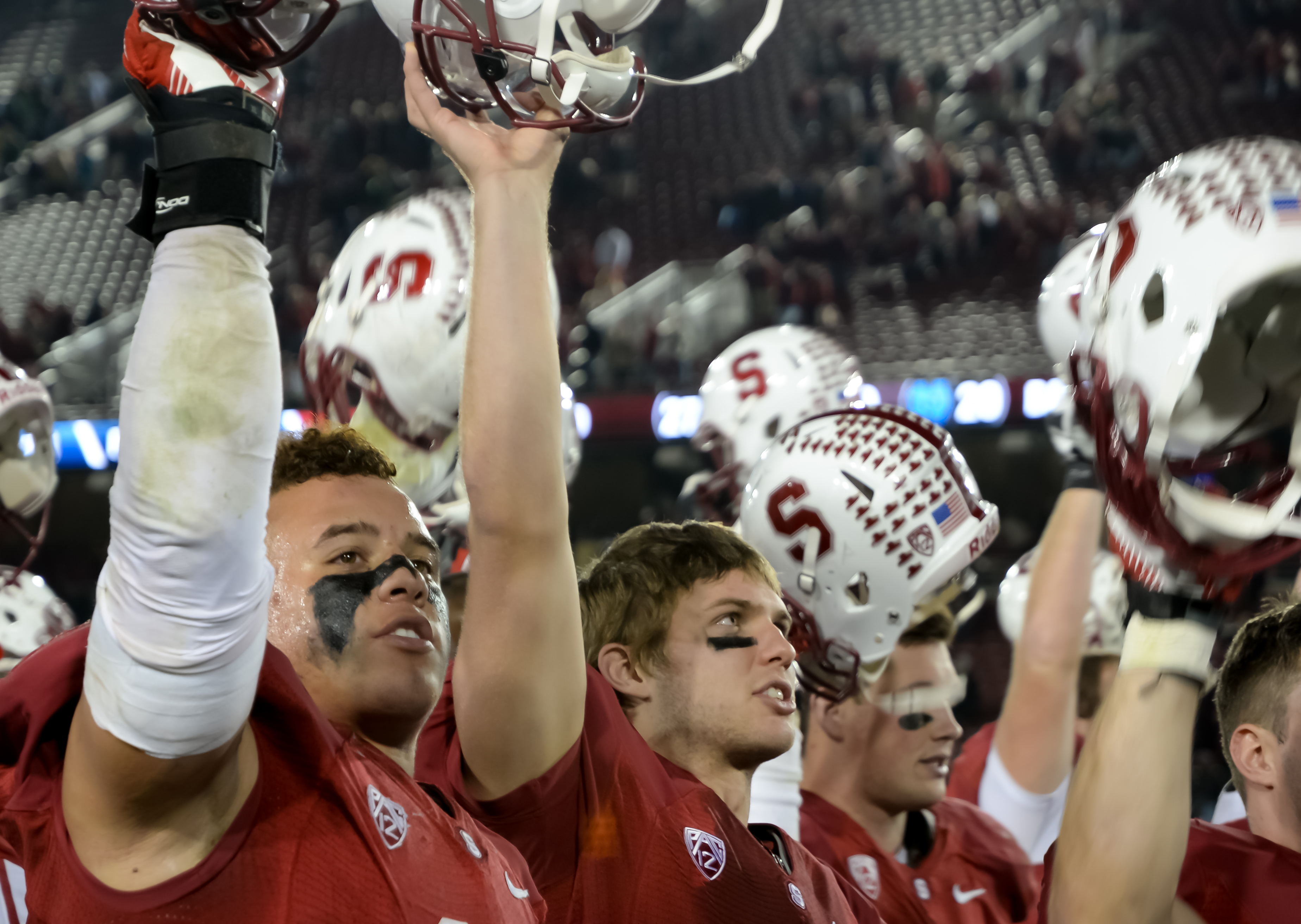
Skov assieme ad alcuni compagni di squadra a Stanford.

Nel suo primo anno a Stanford, Skov scese in campo in tutti e 13 gli incontri stagionali, prendendo parte, come titolare, agli ultimi 7 incontri nel ruolo di weak side linebacker, dopo esser stato riserva nei primi 6 incontri. Egli fu il terzo miglior placcatore dei Cardinal con 62 tackle di cui 33 solitari e 3 con perdita di yard, oltre a mettere a segno un passaggio deviato. L'anno seguente saltò i primi due incontri stagionali a causa di un infortunio che non gli impedì comunque di laurearsi miglior placcatore della propria squadra con 84 tackle, di cui 50 solitari, 10,5 con perdita di yard e 7,5 sack. Skov, che disputò la miglior prestazione della stagione regolare contro USC contro cui mise a segno 13 tackle di cui uno con perdita di yard, collezionò anche 5 passaggi deviati, un fumble recuperato e 2 forzati. Un'altra prova di spessore la mise in mostra nell'Orange Bowl, vinto da Stanford contro Virginia Tech contro cui Skov mise a referto 12 tackle, 3 sack ed un passaggio deviato.
Nel 2011 fu vittima di un serio infortunio al ginocchio già alla terza settimana nel match contro Arizona, quando aveva totalizzato 19 tackle di cui 5 con perdita di yard e 1,5 sack. Nel 2012 saltò solo il match inaugurale della stagione, scendendo in campo come titolare nei restanti 13 incontri stagionali, durante i quali mise a segno 77 tackle, 2,5 sack e 2 passaggi deviati. Nel 2013 disputò quella che fu probabilmente la sua migliore stagione, mettendo a segno 109 tackle (di cui 62 solitari), 13 tackle con perdita di yard, 5.5 sack e 3 fumble forzati, che gli valsero l'inserimento nel First-team All-Pac-12 e nel Second-team All-American. Skov chiuse così la sua parentesi a Stanford con un totale di 354 tackle in carriera, che lo collocano al 6º posto nella classifica dei migliori placcatori di tutti i tempi dell'ateneo californiano.

### Vittorie e premi

#### Università
- Rose Bowl: 1

Stanford Cardinal: 2012
- Orange Bowl: 1

Stanford Cardinal: 2010
- Pac-12 Championship: 2

Stanford Cardinal: 2012, 2013

#### Individuale
- Second-team All-American: 1

2013
- First-team All-Pac-12: 1

2013

## Carriera professionistica

### San Francisco 49ers
Skov era considerato uno dei migliori inside linebacker in vista del Draft NFL 2014 ed era pronosticato per esser scelto tra 3º e 4º giro. Ciò nonostante, i dubbi sulle sue condizioni fisiche indussero le franchigie a non selezionarlo durante il Draft. Lo stesso giorno fu comunque ingaggiato dai San Francisco 49ers come undrafted free agent.